# Lyngby (Rebild Kommune)
 For alternative betydninger, se Lyngby (flertydig). (Se også artikler, som begynder med Lyngby)
Lyngby er en lille landsby med ca. 50 indbyggere, beliggende i Rebild Kommune og hører til Region Nordjylland. Lyngby havde tidligerere egen skole, der i dag fungerer som forsamlingshus.
Byen ligger 5 km nord for Terndrup, 15 km nord for Hadsund og 30 km syd for Aalborg.